# キャロリン・ジョーンズ (映画製作者)
キャロリン・ジョーンズ（Carolyn Jones, 1957年 – ）は、アメリカ合衆国の映画監督、脚本家、映画プロデューサー、写真家。2014年のドキュメンタリー映画作品『ジ・アメリカン・ナース』で知られる。また彼女は「100人財団 — 世界の肖像」の創設者でもあり、同財団の会長を務めている。

## 映画作品
- Dying in America (2016)
- The American Nurse (2014)
- Living Proof: HIV and the Pursuit of Happiness (co-writer) (1994)

## 書籍
- The American Nurse: Photographs and Interviews with Carolyn Jones (2012)
- Every Girl Tells A Story (2002)
- The Family of Women: Voices Across the Generations (1999)
- Living Proof: Courage in the face of AIDS (1997)